# Хрест Нейта
Хрест Нейт (валлійською Y Groes NAID або Y Groes Nawdd) був святинею і вважається фрагментом Животворного Хреста який зберігався в Аберконві королями і принцами Гвінеда, членами династії Аберфраввів. Вони вірили, що це забезпечує їм та їхнім людям божественний захист. Невідомо, коли хрест вперше прибув у Гвінед або як він був успадкований, але можливо, що він був привезений з Риму королем Хювелем Дда після його паломництва близько 928 року. За традицією, він передався від принца до принца до часів Ллівеліна ап Груффудда та його брата Дафідда. Образ Хреста Найда став використовуватись як бойовий прапор. 
Після повної поразки Гвінеда та підкорення країни після смерті Ллівеліна та страти Дафідда в 1283 році, ця свята реліквія була готова до експропріації англійцями поряд з іншими духовними та матеріальними артефактами країни (див. Корона Ллівеліна). Рулон Милостині містить 1283 записів священнослужителя Гав аб Ітела. Він представив цю «частина святійшого дерева Істинного Хреста» для Едуарда I англійського в Аберконві. Потім він супроводжував короля, коли він закінчив свою кампанію у північному Вельсі, перш ніж його привезли до Лондона і пройшли парадами по вулицях на чолі процесії у травні 1285 року, до якої увійшли король, королева, його діти, магнати царства та чотирнадцять єпископів. 
1352 року хрест був подарований королем Едуардом III деканом та капітулом каплиці святого Георгія у Віндзорі, коли король Едуард заснував орден підв’язки, встановив каплицю Святого Георгія як головний королівський центр відданості. Там він пробув до 1552 року, коли він був конфіскований з усіма іншими реліквіями та скарбами в Каплиці за наказом короля Едуарда VI та вивезений до Лондонської вежі, щоб чекати "подальших настанов короля". 
Що сталося з Хрестом Нейта після цього, невідомо. Припускається, що він був знищений, разом з іншими реліквіями Олівером Кромвелем та пуританами під час революції 1649 р., пле були висунуті й інші теорії. 

## Подальше читання
- Дж. Беверлі Сміт, Llywelyn ap Gruffudd, Tywysog Cymru, Cardiff, 1998, 333-335 та 580-581 0708314740
- Календар валлійських рулонів, 273-4 0531893631
- TH Parry-Williams, Croes Naid, Y Llinyn Arian (Aberystwyth, 1947), 91-94
- WC Tennant, "Croes Naid", Національний журнал Уельсу (1951-2), 102-115
- https://archive.org/details/TheWelshCrossMystery